# Vicenç Gallofré i Roig
Vicenç Gallofré i Roig (Torredembarra, 3 de març de 1881 — Barcelona, 27 de març de 1934) fou un tenor català.
Va estudiar canta Barcelona. Primer va cantar com a tenor solista i membre del cor en diverses capelles de la ciutat. Després de la Setmana Tràgica del 1909, va ser contractat pel Gran Teatre del Liceu, on va participar en moltes produccions operístiques de forma gairebé ininterrompuda fins al 1933. També va col·laborar sovint amb l'Orfeó Català, amb el qual va interpretar oratoris i cantates com a solista al Palau de la Música Catalana.
Es va casar amb Encarnació Sánchez i Martínez viuda de Francesc Mendoza i Gimeno.